# Robert Kane (Chemiker)

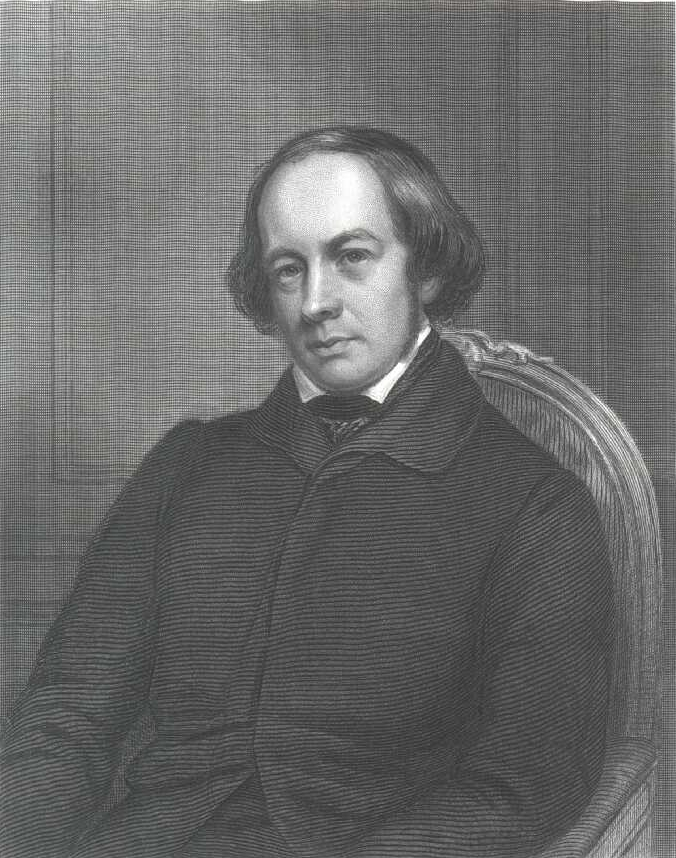
Robert Kane

Sir Robert John Kane (* 24. September 1809 in Dublin; † 16. Februar 1890 ebenda) war ein irischer Chemiker.
Robert Kanes Vater, John Kean, war 1798 in einen Aufstand verwickelt und emigrierte daraufhin nach Frankreich, wo er Chemie studierte. Als er nach Dublin zurückkehrte, gründete Kean (jetzt Kane) die „Kane Company“ und stellte Schwefelsäure her.
Sein Sohn Robert Kane studierte in der Fabrik Chemie und seine erste Veröffentlichung Observations on the existence of chlorine in the native peroxide of manganese erschien im Jahre 1828. Ferner studierte er Medizin am Trinity College in Dublin und Pharmazie in Paris. Sein Buch Elements of Practical Pharmacy hatte so viel Erfolg, dass er im Jahr 1832 in die Royal Irish Academy gewählt wurde. 1832 war er einer der Gründer des Dublin Journal of Medical Science. Er war Professor für Chemie an der Apothecaries Hall in Dublin und ab 1834 Lehrer und später Professor an der Royal Dublin Society. 1836 war er drei Monate bei Justus Liebig in Gießen und studierte dort organische Chemie.
Er untersuchte Säuren und zeigte, dass der Wasserstoff jeweils das elektropositive Element in der Verbindung war. Ferner sagte Kane die Existenz des Ethylradikals voraus. 1841–1844 veröffentlichte er das dreibändige Werk Elements of Chemistry und einen ausführlichen Bericht über die Industrial Resources of Ireland.
1829 entdeckte er Manganarsenid (nach ihm Kaneit genannt). Er gab 1835 die richtige Summenformel für Aceton an und synthetisierte als Erster aus Aceton und Schwefelsäure Mesitylen und aus diesem durch Einleitung von Chlor Trichlormesitylen. Er befasste sich auch mit essentiellen Ölen und dem Farbstoff von Lackmus.
1841 wurde er von der Royal Society mit der Royal Medal ausgezeichnet; 1849 wurde er als Mitglied aufgenommen. 1845 ernannte ihn Sir Robert Peel zum Direktor des „Museum of Irish Industry“ in Dublin und zum Präsidenten des Queen’s College in Cork. 1846 wurde Kane zum Ritter geschlagen.
Er wurde schließlich Berater für politische und wissenschaftliche Angelegenheiten und arbeitete in dieser Funktion (mehr oder weniger vergeblich) in mehreren Kommissionen zur Bekämpfung der Großen Hungersnot in Irland, die infolge von Kartoffelmissernten zwischen 1845 und 1849 entstand. Sein Engagement in Politik und Verwaltung führte dazu, dass er ab 1844 keine chemischen Beiträge mehr publizierte.
1873 wurde er National Commissioner for Education. 1877 bis 1882 war er Präsident der Royal Irish Academy und 1880 Kanzler der neu gegründeten Royal University of Ireland.

## Schriften
- Elements of Practical Pharmacy, Dublin: Hodges & Smith 1831
- Elements of chemistry, theoretical and practical  including the most recent discoveries and applications of the science to medicine and pharmacy, to agriculture, and to manufactures, 2nd ed., Dublin: Hodges and Smith, 1849
- Industrial Resources of Ireland, 1844, The Development of industrial society series, Shannon, Ireland: Irish University Press, 1977 ISBN 0-7165-1599-7